# Cefalofoor

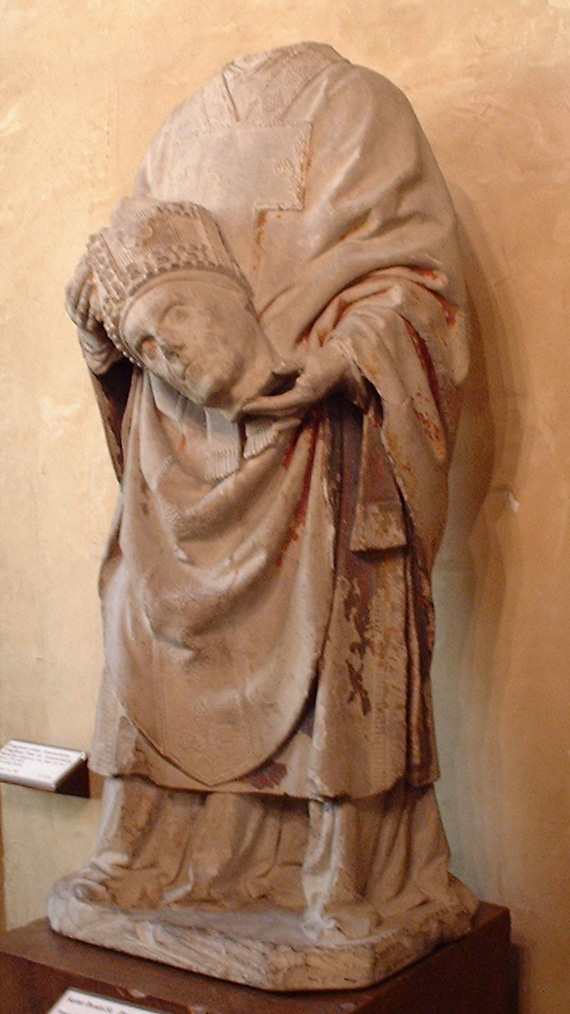
Een beeld van Dionysius van Parijs die met zijn hoofd aan de wandel gaat

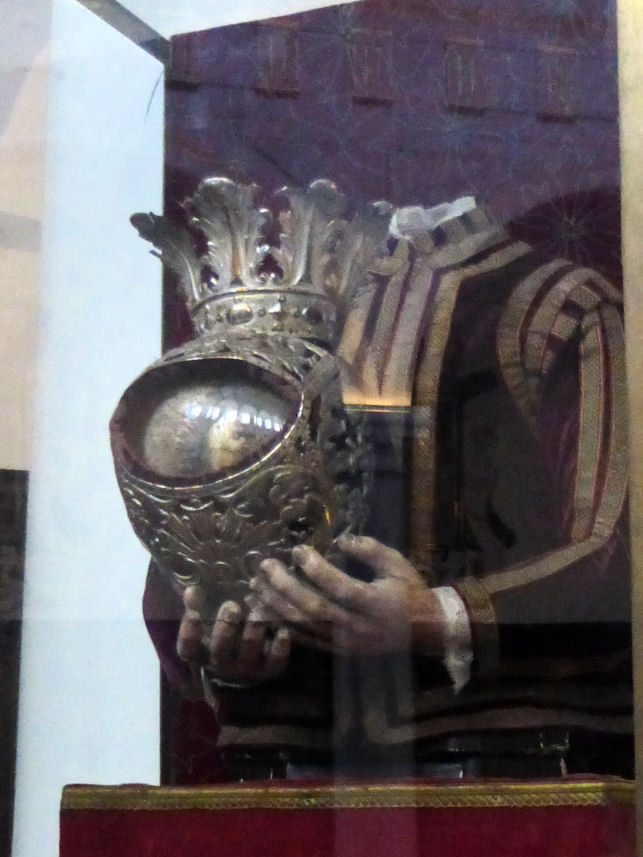
Reliekhouder Sint-Justus - Antwerpen.

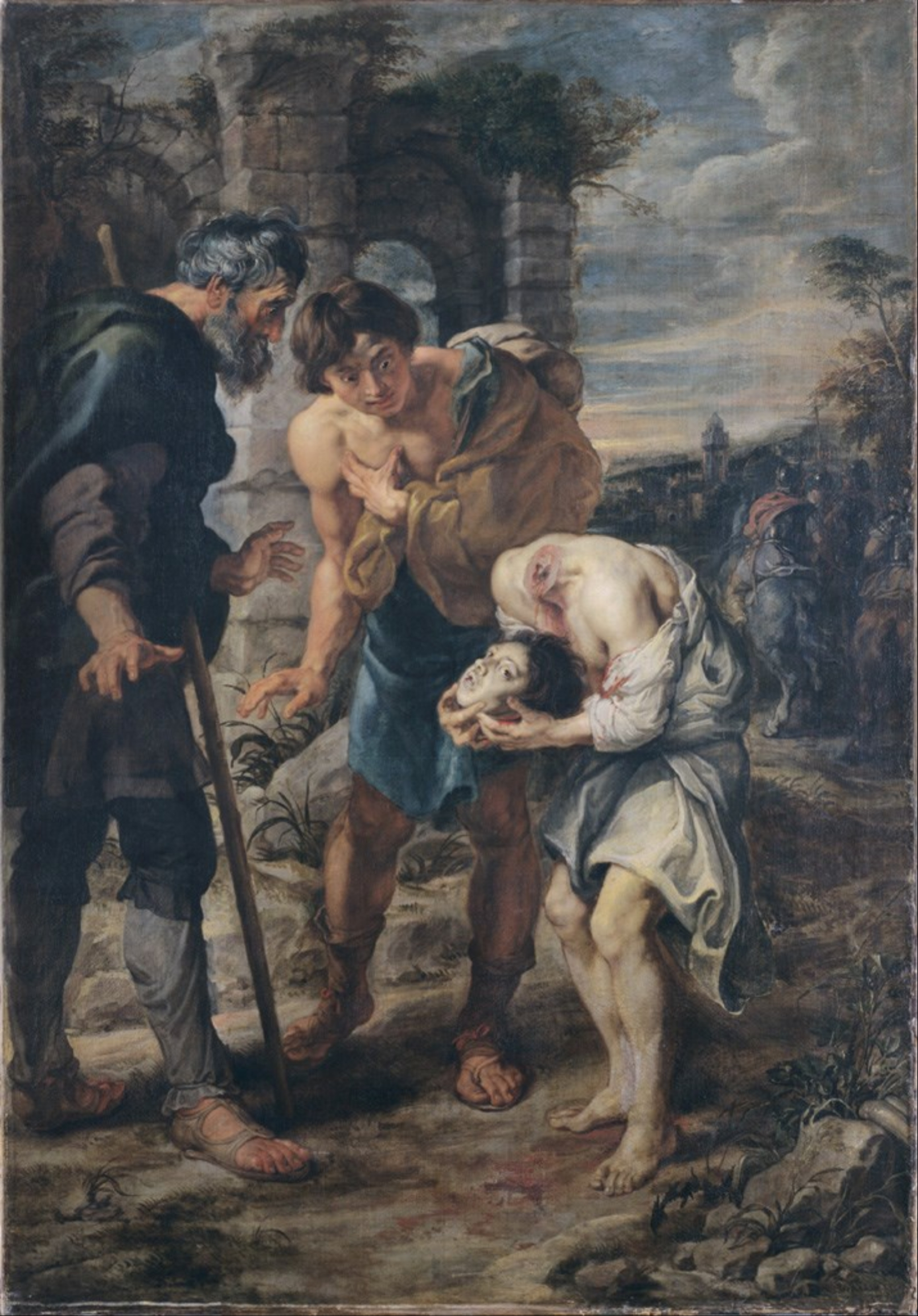
Het mirakel van Sint-Justus (Rubens, ca. 1640)

Een cefalofoor, van het Griekse κεφαλή (kephalè, 'hoofd') en  φέρειν (phérein, 'dragen'), is iemand die na onthoofd te zijn weer opgestaan is en vervolgens met zijn of haar hoofd in de handen aan de wandel is gegaan.

## Bekende cefaloforen
Cefaloforie is een frequent wederkerend thema in de christelijke heiligenbeschrijvingen.

### België
- Sint-Lievens-Esse: Livinus

### Duitsland
- Mainz: Albanus

### Frankrijk
- Aquitanië: Quiteria
- Auvergne: Principinus
- Bourgondië (Nièvre): Reverianus
- Bretagne: Noyale, Gohard van Nantes, Trephinus
- Champagne: Nicasius
- Languedoc-Roussillon: Aphrodisius van Béziers
- Limoges: Valerie van Limoges
- Lotharingen: Elophius, Libarius, Livarius
- Midi-Pyrénées: Gaudens, Aventinus van Larboust, Frajou, Hilarianus van Espalion
- Noorderdepartement: Chrysolus
- Normandië: Clara van Beauvais, Clarus van Rochester
- Parijs: Dionysius van Parijs
- Picardië: Justus van Beauvais, Lucianus van Beauvais

### Groot-Brittannië
- Devon: Natanus
- Dorset: Juthwara
- Jersey: Helerius

### Italië
- Fidenza: Domninus
- Florence: Minias
- Lucca: Regulus

### Spanje
- Jaca (Aragon): Orosia
- Zaragoza (Aragon): Sint-Lambert

### Zwitserland
- Wallis: Mauritius